# ¡Ay, Carmela! (canción)
«¡Ay, Carmela!» es una canción compuesta originalmente a inicios del siglo XIX e interpretada por los soldados españoles que lucharon contra la invasión francesa durante la guerra de la Independencia Española (1808-1814), y que fue recuperada bajo distintos nombres por los soldados del bando republicano como una de las canciones de la guerra civil española (1936-1939). La melodía también fue utilizada por el bando franquista, concretamente por los falangistas y requetés bajo el nombre de «Por el río Nervión».
La versión original de la canción comprende más de diez estrofas.

## Versiones
La canción se conoce por diversos nombres, como por ejemplo «El Ejército del Ebro», «El paso del Ebro», «¡Ay, Manuela!», «Rumba la Rumba» o «Viva la XV Brigada».
Ha sido interpretada en su versión original y con letras adaptadas por diferentes cantantes internacionales.
| Año       | Título                 | Intérprete                             | País                     | Álbum                                 | Notas | Fuentes |
| --------- | ---------------------- | -------------------------------------- | ------------------------ | ------------------------------------- | --- | ------- |
| 1936      | «¡Ay, Manuela!»        |                                        | República Española       |                                       | |         |
| 1936      | «¡Ay, Carmela!»        |                                        | Brigadas Internacionales |                                       | Esta canción fue usada por el batallón Británico.                                                                                       |         |
| 1938      | «¡Ay, Carmela!»        |                                        | República Española       |                                       | |         |
| 1941/1944 | «¡Aj, Karmela!»        |                                        | Yugoslavia               |                                       | Esta canción fue usada por los partisanos Yugoslavos.                                                                                   |         |
| 1963      | «¡Ay, Carmela!»        | Rosa León                              | España                   |                                       | Con música de Luis Eduardo Aute y letra de Jesús Munárriz, fue dada a conocer en 1976 tras la muerte de Franco en el álbum Oído por ahí | [ 1 ]   |
| 1964      | «¡Ay, Carmela!»        | Chicho Sánchez Ferlosio                | España                   |                                       | Versión inédita incluida en el álbum recopilatorio de 2018 Canciones de la resistencia española                                         | [ 6 ]   |
| 1968      | «¡Ay, Carmela!»        | Rolando Alarcón                        | Chile                    | Canciones de la Guerra Civil Española | | [ 7 ]   |
| 1968      | «Manuella»             | Dalida                                 | Francia                  | Le Temps des Fleurs                   | |         |
| 1971      | «¡Ay, Carmela!»        | Soledad Bravo                          | Venezuela                | Soledad Bravo en vivo                 | |         |
| 1973      | «¡Ay, Manuela!»        | Patxi Andión                           | España                   |                                       | | [ 8 ]   |
| 1985      | «¡Ay, Carmela!»        | Ana Belén                              | España                   |                                       | De la versión de Aute y Munárriz. Audio de una actuación para RTVE, recopilada en el álbum de 2008 Los grandes éxitos... y mucho más    |         |
| 1986      | «Ay Carmela»           | The Ex                                 | Países Bajos             | 1936, The Spanish Revolution          | |         |
| 1989      | «15th Brigade»         | Joe Strummer                           | Reino Unido              | Island Hopping                        | | [ 9 ]   |
| 1993      | «¡Ay, Carmela!»        | El Último Ke Zierre                    | España                   | Que se repartan el mundo              | |         |
| 1995      | «¡Ay, Carmela!»        | Los Muertos de Cristo                  | España                   | A las barricadas                      | |         |
| 1997      | «El paso del Ebro»     | Leny Escudero                          | Francia                  | Chante la Liberté                     | En estilo de tango argentino |         |
| 2000      | «Paso del Ebro»        | Canallas                               | España                   | ¡Nunca Más!                           | |         |
| 2000      | «Ay Carmela»           | Darko Rundek                           | Croacia                  | U sirokom svijetu                     | |         |
| 2001      | «El paso del Ebro»     | Zebda                                  | Francia                  | Motivés!                              | | [ 10 ]  |
| 2003      | «El paso del Ebro»     | Banda Bassotti                         | Italia                   | Así es mi vida                        | |         |
| 2003      | «El Ejército del Ebro» | Corazón Rebelde                        | Chile                    | Corazón Rebelde                       | |         |
| 2006      | «El paso del Ebro»     | Ekkehard Jost Ensemble                 | Alemania                 | Cantos de Libertad                    | Recitado por Marta de la Vega | [ 11 ]  |
| 2009      | «İlle De Rumba»        | Bandista                               | Turquía                  | De Te Fabula Narratur                 | |         |
| 2019      | «¡Ay, Carmela!»        | Группа Аркадий Коц / Arkadiy Kots Band | Rusia                    |                                       | | [ 12 ]  |

### Viva la XV Brigada
«Viva la Quinta Brigada» (listadas como «Viva la Quince Brigada» en grabaciones posteriores) es una canción popularizada por Christy Moore sobre los irlandeses que lucharon en la guerra civil española contra Franco. El título está inspirado en una canción española sobre la guerra, «Viva la XV Brigada».
Moore escribió esta canción centrándose en los voluntarios socialistas irlandeses (que en los últimos años se conoció como la Columna Connolly) que eran un pequeño contingente dentro de la 15.ª Brigada Internacional. La canción fue inspirada por el libro Connolly Column del veterano de la Guerra Civil español Michael O'Riordan.
Moore dijo: 

"Sin Michael O'Riordan, nunca hubiera podido escribir Viva la Quince Brigada. Debo haber interpretado la canción más de mil veces y cada vez que la canto pienso en Mick y me pregunto cómo podría alguna vez agradézcale lo suficiente. En España, en 1983, estaba leyendo su libro, Columna Connolly, la historia de los irlandeses que lucharon por la República española, y comencé esta canción mientras leía. La canción fue sacada por completo de su libro".

El título original de la canción de Moore, que se traduce como "Viva la Quinta Brigada", fue un error debido a la similitud en español entre "quinta" (quinto) y "quince" (quince). El grueso de los voluntarios irlandeses sirvió con la XV (Quince) Brigada Internacional ; la "Quinta Brigada" no era una de las Brigadas Internacionales. La canción apareció más tarde listada como Viva la Quince Brigada cuando Moore corrigió el error en grabaciones posteriores. Sin embargo, ambos títulos son correctos, originalmente había diez brigadas en el ejército español, las cinco brigadas internacionales se agregaron a la lista, convirtiendo a la 5.ª Brigada Internacional en la 15.ª Brigada de la República española.

### ¡Ay, Manuela!
La canción Ay Manuela narra la historia de una mujer que se convierte en un símbolo de resistencia y coraje durante tiempos de guerra. La letra nos habla sobre las montañas, un escenario recurrente en las historias de guerrilla y lucha, donde Manuela, una joven de Cataluña, se destaca por su valentía y su capacidad de ayudar a los demás. Su nombre se convierte en una leyenda, recordado por aquellos a quienes asistió en momentos de necesidad.

## En otros medios
La canción ha sido utilizada en la película homónima de Carlos Saura de 1990 ¡Ay, Carmela! y en Una pasión al límite de Philip Kaufman estrenada en 2012.

## Letras
| «El Ejército del Ebro» El Ejército del Ebro ¡Rumba la rumba la rum bam bam! Una noche el río pasó, ¡Ay, Carmela, ay, Carmela! Y a las tropas invasoras ¡Rumba la rumba la rum bam bam! Buena paliza les dio, ¡Ay, Carmela, ay, Carmela! El furor de los traidores ¡Rumba la rumba la rum bam bam! Lo descarga su aviación, ¡Ay, Carmela, ay, Carmela! Pero nada pueden bombas ¡Rumba la rumba la rum bam bam! Donde sobra corazón, ¡Ay, Carmela, ay, Carmela! Contrataques muy rabiosos ¡Rumba la rumba la rum bam bam! Deberemos resistir, ¡Ay, Carmela, ay, Carmela! Pero igual que combatimos ¡Rumba la rumba la rum bam bam! Prometemos combatir, ¡Ay, Carmela, ay, Carmela! | «Viva la Quince Brigada» Viva la Quince Brigada, rumba la rumba la rumba la. Que se ha cubierto de gloria, ¡Ay Carmela! ¡Ay Carmela! Luchamos contra los moros, rumba la rumba la rumba la. Mercenarios y fascistas, ¡Ay Carmela! ¡Ay Carmela! Solo es nuestro deseo, rumba la rumba la rumba la. Acabar con el fascismo, ¡Ay Carmela! ¡Ay Carmela! En el frente de Jarama, rumba la rumba la rumba la. No tenemos ni aviones, ni tanques ni cañones, ¡Ay Carmela! ¡Ay Carmela! Ya salimos de España, rumba la rumba la rumba la. A luchar en otros frentes, ¡Ay Carmela! ¡Ay Carmela! |